# Valeria Savinychová
Valeria Dmitrijevna Savinychová (rusky Валерия Дмитриевна Савиных; narozená 20. února 1991, Sverdlovsk, dnes Jekatěrinburg) je ruská profesionální tenistka. Ve své dosavadní kariéře na okruhu WTA Tour nevyhrála žádný turnaj. V rámci okruhu ITF získala k lednu 2012 jeden titul ve dvouhře a osm ve čtyřhře.
Na žebříčku WTA byla nejvýše ve dvouhře klasifikována v říjnu 2011 na 116. místě a ve čtyřhře pak ve stejném měsíci na 109. místě. Trénuje ji Anatolij Lepjošin.

## Finálové účasti na turnajích okruhu ITF
| $100,000 tournaments |
| $75,000 tournaments  |
| $50,000 tournaments  |
| $25,000 tournaments  |
| $10,000 tournaments  |

### Dvouhra

#### Vítězka (1)
| Č. | Datum          | Turnaj       | Povrch | Finalistka      | Výsledek |
| -- | -------------- | ------------ | ------ | --------------- | -------- |
| 1. | 17. dubna 2011 | Johannesburg | tvrdý  | Petra Cetkovská | 6:1, 6:3 |